# Брідські вісті
Брідські вісті — часопис, присвячений суспільному життю Брідщини.

## Історія
Виходив (з перервами) з листопада 1936 до листопада 1937 року кожного 1 і 15 числа місяця. Видавці: Володимир Чубатий, о. Ярослав Сірко, Олександр Вислоцький. Газета національного спрямування, висвітлювала діяльність українських товариств у краї, пропагувала клич «свій до свого», закликала до збору коштів на будівництво Народного дому у місті Броди. Часопис викривав шовіністичну політику польської і радянської влади щодо українців. 
Усього вийшло 17 номерів. Причини занепаду: економічні, утиски поляків, байдужість значної частини населення повіту.
Газету відновлено як місячник у січні 2007 року громадською організацією «Край», яку очолює o. Богдан Вихор. Часопис висвітлює соціальні, економічні проблеми Бродівського району, а також питання духовності і культури.